# Caledonia (krój pisma)
Caledonia – antykwa szeryfowa zaprojektowana przez Williama Addisona Dwigginsa w 1938 dla  Mergenthaler Linotype Company. Zwykle była używana w projektowaniu książek. Jej wygląd zainspirowany jest szkockimi czcionkami z XIX wieku. Składa się z kontrastujących ze sobą cienkich i grubych kresek.

Współczesny krój New Caledonia, bazujący na antykwie szeryfowej zaprojektowanej w 1938 przez Williama Addisona Dwigginsa

Nazwa Caledonia pochodzi od rzymskiej nazwy Szkocji – Dwiggins wybrał ja, żeby podkreślić inspiracje szkockimi projektami. Jednak mimo że wyszedł od pomysłu wzorowania się na klasycznych szkockich projektach, ostatecznie czerpał więcej z czcionki Bulmer projektu Williama Martina.
Odlewano dwa typy Caledonii:
- Caledonia + Italic (1938)
- Caledonia Bold + Bold Italic (1940)

Mergenthaler Linotype Company sporządziła również matryce dla czcionki Bold Condensed, ale Dwiggins raczej nie miał z tym nic wspólnego. Czcionka w Anglii była sprzedawana pod nazwą Caledonia, a w Niemczech pod nazwą Cornelia.